# Pterodontia waxelii
Pterodontia waxelii is een vliegensoort uit de familie van de spinvliegen (Acroceridae). De wetenschappelijke naam van de soort is voor het eerst geldig gepubliceerd in 1807 door Johann Christoph Friedrich Klug.